# Dům obchodnického spolku Merkur
Dům Obchodnického spolku Merkur je historizující budova se secesními prvky v Pařížské ulici 9, čp. 68 v Praze Josefově.

## Historie
Dům byl zbudován v roce 1903 (1904).

## Architektura
Autorem architektonického návrhu stavby byl architekt Jan Vejrych. Dům byl postaven jako reprezentační a shromažďovací sídlo spolku Merkur, a to s restaurací v přízemí a výstavním a přednáškovým sálem v 1. patře. Dům je čtyřpatrový, se zkoseným nárožím s věžovitou nástavbou. V Jáchymově ulici pak navazuje ještě nižší, dvoupatrová část završená samostatným štítem.
Fasáda obsahuje mnoho historizujících prvků: podvojná sdružená okna, balkony na krakorcích, nárožní arkýř s půlkruhovými arkádami, vikýře, věžičky, chrliče v podobě draků, cibulovitou báň na dlátové střeše. Stavba je zdobena motivy spojenými s tematikou obchodu: štít do Jáchymovy ulice byl zakončen sochou Merkura, v nároží v 1. patře je reliéf hlavy Merkura.
V domě se zachovalo mnoho původních umělecko-řemeslných prvků, jako například okna, dveře, zábradlí, dlažby, štuková výzdobu stropů, kovaná mříž u hlavního vstupu atd.

## Zajímavost
V domě žil operní pěvec Otakar Mařák. Jeho busta je umístěna ve slepé nice na nároží domu.